# Питим (Кировская область)
Питим — деревня в Зуевском районе Кировской области в составе Мухинского сельского поселения.

## География
Находится на расстоянии примерно 42 километра на юг от районного центра города Зуевка.

## История
Упоминается с 1706 года как населенный пункт с 2 дворами, в 1764 году 65 жителей. В 1873 году отмечено было дворов 21 и жителей 161, в 1905 году 22 и 155, в 1926 34 и 181. В 1950 году было учтено хозяйств 34 и жителей 101. В 1989 году учтено 57 жителей. 

## Население
Постоянное население  составляло 29 человек (русские 97%) в 2002 году, 9 в 2010.